# Смирновка (Сасовский район)
Смирновка — посёлок в Сасовском районе Рязанской области России.
Входит в состав Демушкинского сельского поселения.

## Географическое положение
Посёлок находится в северо-восточной части Сасовского района, в 22 км к востоку от райцентра.

## Природа

#### Климат
Климат умеренно континентальный с умеренно жарким летом (средняя температура июля +19 °С) и относительно холодной зимой (средняя температура января –11 °С). Осадков выпадает около 600 мм в год.

## История
С 1861 г. территориально входил в Поляково-Майданскую волость Елатомского уезда Тамбовской губернии.
С 2004 г. и до настоящего времени входит в состав Демушкинского сельского поселения.
До этого момента входил в Рожковский сельский округ.

## Население
| 1984 | 2010 |
| ---- | ---- |
| 20   | ↘2   |